# Society Hill
Society Hill es un pueblo ubicado en el condado de Darlington en el estado estadounidense de Carolina del Sur. La localidad en el año 2000 tiene una población de 700 habitantes en una superficie de 5.7 km², con una densidad poblacional de 123.7 personas por km². 

## Geografía
Society Hill se encuentra ubicado en las coordenadas 34°30′50″N 79°51′4″O / 34.51389, -79.85111. Según la Oficina del Censo, el pueblo tiene un área total de 5,7 km² (2,2 mi²), de la cual 5,7 km² (2,2 mi²) es tierra y 0 km² (0 mi²) (0.0%) es agua.

### Localidades adyacentes
El siguiente diagrama muestra a las localidades en un radio de 24 kilómetros (14,9 mi) de Society Hill.

## Demografía
En el 2000 la renta per cápita promedia del hogar era de $30.057, y el ingreso promedio para una familia era de $37.875. El ingreso per cápita para la localidad era de $15.005. En 2000 los hombres tenían un ingreso per cápita de $25.662 contra $18.516 para las mujeres. Alrededor del 14.50% de la población estaba bajo el umbral de pobreza nacional. 